# Цитадель Диста

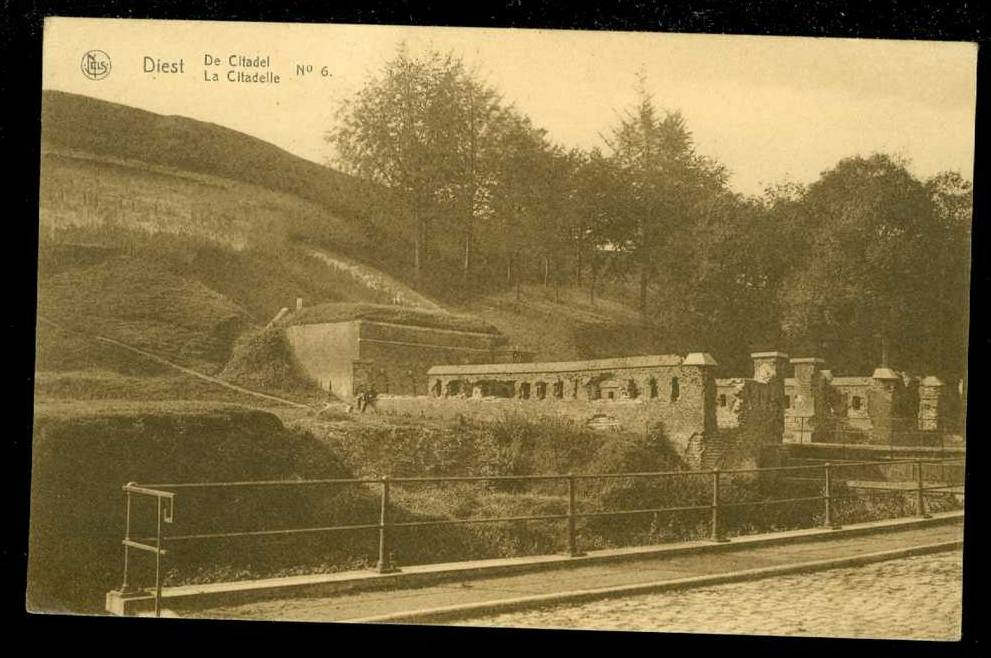
Цитадель Диста в период между 1899 и 1913 годами

Цитадель Диста (нидерл. Citadel van Diest) была построена в первой половине XIX века. Когда Бельгия отделилась от Нидерландов в 1830 году. Цитадель была построена как защитное сооружение для этого нового государства. Оно было создано чтобы предотвратить проникновение врага в случае возможной атаки в столицу Брюссель.
Цитадель расположена на холмах вдоль реки Демер. Здание имеет форму пятиугольной звезды. Цитадель расположена на площади 28 гектаров, а сами здания имеют площадь 10200 м2. Цитадель очень хорошо сохранилась и является единственной сохранившейся копией во Фландрии.
С 1996 года крепость является охраняемым памятником. Цитадель вместе с другими оборонительными сооружениями Diestsesteenweg, Fort Leopold, Schaffensepoort, Zichemse и Leuvense представляют собой прекрасную картину военной архитектуры второй четверти XIX века.
С 1953 года Цитадель Диста была домом для первого парашютного батальона, который размещался там до 2011 года. Будущее цитадели ещё не определено. Город Дист ищет новое применение для её использования.
Здесь планируется построить новую больницу. Это новое здание должно быть построено к 2023 году. Об этом говорится в принципиальном соглашении между городом Дист и ассоциацией Diestse Hospitals.
С 2016 года цитадель является местом финиша шоссейной велогонки Дварс дор хет Хагеланд. Велогонщики поднимаются по булыжной дороге наверх где находится финишная линия.
Цитадель также ежегодно используется в качестве боевого маршрута в соревнованиях «Gladiator Runs», серии препятствий где участники должны преодолевать тяжёлые препятствия, а их пригодность и сила подвергаются испытанию.